# Ян Оге Фйортофт
Ян Оге Ф'єртофт (норв. Jan Åge Fjørtoft, нар. 10 січня 1967, Олесунн) — норвезький футболіст, що грав на позиції нападника. Після завершення ігрової кар'єри — спортивний функціонер.
Виступав, зокрема, за клуби «Рапід» (Відень) та «Айнтрахт», а також національну збірну Норвегії.
Чемпіон Норвегії. Володар Кубка Інтертото.

## Клубна кар'єра
У дорослому футболі дебютував 1986 року виступами за команду «Гамаркамератене», в якій провів один сезон, взявши участь у 44 матчах чемпіонату. 
Протягом 1988—1989 років захищав кольори клубу «Ліллестрем».
Своєю грою за останню команду привернув увагу представників тренерського штабу клубу «Рапід» (Відень), до складу якого приєднався 1989 року. Відіграв за віденську команду наступні чотири сезони своєї ігрової кар'єри. Більшість часу, проведеного у складі віденського «Рапіда», був основним гравцем атакувальної ланки команди. У складі віденського «Рапіда» був одним з головних бомбардирів команди, маючи середню результативність на рівні 0,52 гола за гру першості. За цей час виборов титул володаря Кубка Інтертото.
Згодом з 1993 по 1998 рік грав у складі команд «Свіндон Таун», «Мідлсбро», «Шеффілд Юнайтед» та «Барнслі».
У 1998 році уклав контракт з клубом «Айнтрахт», у складі якого провів наступні три роки своєї кар'єри гравця. 
Протягом 2001 року захищав кольори клубу «Стабек».
Завершив ігрову кар'єру у команді «Ліллестрем», у складі якої вже виступав раніше. Повернувся до неї 2002 року, захищав її кольори до припинення виступів на професійному рівні.

## Виступи за збірні
Протягом 1985–1987 років залучався до складу молодіжної збірної Норвегії. На молодіжному рівні зіграв у 14 офіційних матчах, забив 6 голів.
У 1986 році дебютував в офіційних матчах у складі національної збірної Норвегії.
У складі збірної був учасником чемпіонату світу 1994 року у США.
Загалом протягом кар'єри в національній команді, яка тривала 11 років, провів у її формі 70 матчів, забивши 20 голів.
| Дата       | Місто         | Господарі         | Результат | Гості          | Турнір             | Голи | Примітки |
| ---------- | ------------- | ----------------- | --------- | -------------- | ------------------ | ---- | -------- |
| 26-2-1986  | Сент-Джорджес | Гренада           | 1 – 2     | Норвегія       | товариський матч   | -    | 70'      |
| 14-11-1987 | Софія (місто) | Болгарія          | 4 – 0     | Норвегія       | QOlimpiadi         | -    | 46'      |
| 18-11-1987 | Анкара        | Туреччина         | 0 – 0     | Норвегія       | QOlimpiadi         | -    |          |
| 28-7-1988  | Осло          | Норвегія          | 1 – 1     | Бразилія       | товариський матч   | 1    | 73'      |
| 9-8-1988   | Осло          | Норвегія          | 1 – 1     | Болгарія       | товариський матч   | -    | 80'      |
| 14-9-1988  | Осло          | Норвегія          | 1 – 2     | Шотландія      | Відбір до ЧС 1990  | 1    |          |
| 22-2-1989  | Марусі        | Греція            | 4 – 2     | Норвегія       | товариський матч   | -    | 84'      |
| 2-5-1989   | Осло          | Норвегія          | 0 – 3     | Польща         | товариський матч   | -    | 66'      |
| 21-5-1989  | Осло          | Норвегія          | 3 – 1     | Кіпр           | Відбір до ЧС 1990  | -    |          |
| 31-5-1989  | Осло          | Норвегія          | 4 – 1     | Австрія        | товариський матч   | 1    | 73'      |
| 14-6-1989  | Осло          | Норвегія          | 1 – 2     | Югославія      | Відбір до ЧС 1990  | 1    |          |
| 23-8-1989  | Осло          | Норвегія          | 0 – 0     | Греція         | товариський матч   | -    |          |
| 5-9-1989   | Осло          | Норвегія          | 1 – 1     | Франція        | Відбір до ЧС 1990  | -    | 75'      |
| 11-10-1989 | Белград       | Югославія         | 1 – 0     | Норвегія       | Відбір до ЧС 1990  | -    |          |
| 25-10-1989 | Хаваллі       | Кувейт            | 2 – 2     | Норвегія       | товариський матч   | 1    |          |
| 15-11-1989 | Глазго        | Шотландія         | 1 – 1     | Норвегія       | Відбір до ЧС 1990  | -    |          |
| 4-2-1990   | Та-Калі       | Південна Корея    | 2 – 3     | Норвегія       | товариський матч   | -    |          |
| 7-2-1990   | Та-Калі       | Мальта            | 1 – 1     | Норвегія       | товариський матч   | 1    |          |
| 27-3-1990  | Белфаст       | Північна Ірландія | 2 – 3     | Норвегія       | товариський матч   | -    | 79'      |
| 6-6-1990   | Тронгейм      | Норвегія          | 1 – 2     | Данія          | товариський матч   | -    |          |
| 22-8-1990  | Ставангер     | Норвегія          | 1 – 2     | Швеція         | товариський матч   | -    | 75'      |
| 12-9-1990  | Москва        | СРСР              | 2 – 0     | Норвегія       | Відбір до ЧЄ 1992  | -    | 66'      |
| 10-10-1990 | Берген        | Норвегія          | 0 – 0     | Угорщина       | Відбір до ЧЄ 1992  | -    | 78'      |
| 31-10-1990 | Осло          | Норвегія          | 6 – 1     | Камерун        | товариський матч   | 2    | 53'      |
| 14-11-1990 | Нікосія       | Кіпр              | 0 – 3     | Норвегія       | Відбір до ЧЄ 1992  | -    | 79'      |
| 17-4-1991  | Відень        | Австрія           | 0 – 0     | Норвегія       | товариський матч   | -    | 68'      |
| 23-5-1991  | Осло          | Норвегія          | 1 – 0     | Румунія        | товариський матч   | 1    | 25'      |
| 28-8-1991  | Осло          | Норвегія          | 0 – 1     | СРСР           | Відбір до ЧЄ 1992  | -    | 89'      |
| 25-9-1991  | Осло          | Норвегія          | 2 – 3     | Чехословаччина | Відбір до ЧЄ 1992  | 1    | 73'      |
| 30-10-1991 | Сомбатгей     | Угорщина          | 0 – 0     | Норвегія       | Відбір до ЧЄ 1992  | -    | 46'      |
| 13-11-1991 | Генуя         | Італія            | 1 – 1     | Норвегія       | Відбір до ЧЄ 1992  | -    | 15'      |
| 7-1-1992   | Каїр          | Єгипет            | 0 – 0     | Норвегія       | товариський матч   | -    |          |
| 29-4-1992  | Орхус         | Данія             | 1 – 0     | Норвегія       | товариський матч   | -    |          |
| 26-8-1992  | Осло          | Норвегія          | 2 – 2     | Швеція         | товариський матч   | -    | 46'      |
| 9-9-1992   | Осло          | Норвегія          | 10 – 0    | Сан-Марино     | Відбір до ЧС 1994  | -    | 75'      |
| 10-2-1993  | Фару          | Португалія        | 1 – 1     | Норвегія       | товариський матч   | -    | 62'      |
| 30-3-1993  | Доха          | Катар             | 1 – 6     | Норвегія       | товариський матч   | 3    |          |
| 28-4-1993  | Осло          | Норвегія          | 3 – 1     | Туреччина      | Відбір до ЧС 1994  | 1    |          |
| 2-6-1993   | Осло          | Норвегія          | 2 – 0     | Англія         | Відбір до ЧС 1994  | -    | 57'      |
| 9-6-1993   | Роттердам     | Нідерланди        | 0 – 0     | Норвегія       | Відбір до ЧС 1994  | -    |          |
| 8-9-1993   | Осло          | Норвегія          | 1 – 0     | США            | товариський матч   | -    | 46'      |
| 22-9-1993  | Осло          | Норвегія          | 1 – 0     | Польща         | Відбір до ЧС 1994  | -    |          |
| 13-10-1993 | Познань       | Польща            | 0 – 3     | Норвегія       | Відбір до ЧС 1994  | 1    | 73'      |
| 10-11-1993 | Стамбул       | Туреччина         | 2 – 1     | Норвегія       | Відбір до ЧС 1994  | -    | 71'      |
| 9-3-1994   | Кардіфф       | Уельс             | 3 – 1     | Норвегія       | товариський матч   | -    | 79'      |
| 20-4-1994  | Осло          | Норвегія          | 0 – 0     | Португалія     | товариський матч   | -    | 72'      |
| 22-5-1994  | Лондон        | Англія            | 0 – 0     | Норвегія       | товариський матч   | -    | 46'      |
| 1-6-1994   | Осло          | Норвегія          | 2 – 1     | Данія          | товариський матч   | -    | 54' 81'  |
| 5-6-1994   | Стокгольм     | Швеція            | 2 – 0     | Норвегія       | товариський матч   | -    | 66'      |
| 19-6-1994  | Вашингтон     | Мексика           | 0 – 1     | Норвегія       | ЧС 1994 - 1-й етап | -    |          |
| 23-6-1994  | Нью-Йорк      | Норвегія          | 0 – 1     | Італія         | ЧС 1994 - 1-й етап | -    |          |
| 7-9-1994   | Осло          | Норвегія          | 1 – 0     | Білорусь       | Відбір до ЧЄ 1996  | -    | кап. 77' |
| 12-10-1994 | Осло          | Норвегія          | 1 – 1     | Нідерланди     | Відбір до ЧЄ 1996  | -    |          |
| 16-11-1994 | Мінськ        | Білорусь          | 0 – 4     | Норвегія       | Відбір до ЧЄ 1996  | -    | кап. 51' |
| 14-12-1994 | Та-Калі       | Мальта            | 0 – 1     | Норвегія       | Відбір до ЧЄ 1996  | 1    | кап.     |
| 6-2-1995   | Ларнака       | Естонія           | 0 – 7     | Норвегія       | товариський матч   | -    | 69'      |
| 8-2-1995   | Нікосія       | Кіпр              | 0 – 2     | Норвегія       | товариський матч   | -    | кап.     |
| 29-3-1995  | Люксембург    | Люксембург        | 0 – 2     | Норвегія       | Відбір до ЧЄ 1996  | -    |          |
| 26-4-1995  | Осло          | Норвегія          | 5 – 0     | Люксембург     | Відбір до ЧЄ 1996  | 1    | кап.     |
| 25-5-1995  | Осло          | Норвегія          | 3 – 2     | Гана           | товариський матч   | 2    |          |
| 7-6-1995   | Осло          | Норвегія          | 2 – 0     | Мальта         | Відбір до ЧЄ 1996  | 1    |          |
| 22-7-1995  | Осло          | Норвегія          | 0 – 0     | Франція        | товариський матч   | -    |          |
| 16-8-1995  | Осло          | Норвегія          | 1 – 1     | Чехія          | Відбір до ЧЄ 1996  | -    | 80'      |
| 6-9-1995   | Прага         | Чехія             | 2 – 0     | Норвегія       | Відбір до ЧЄ 1996  | -    | 70'      |
| 11-10-1995 | Осло          | Норвегія          | 0 – 0     | Англія         | товариський матч   | -    | 80'      |
| 15-11-1995 | Роттердам     | Нідерланди        | 3 – 0     | Норвегія       | Відбір до ЧЄ 1996  | -    | кап.     |
| 7-2-1996   | Лас-Пальмас   | Іспанія           | 1 – 0     | Норвегія       | товариський матч   | -    | кап.     |
| 27-3-1996  | Белфаст       | Північна Ірландія | 0 – 2     | Норвегія       | товариський матч   | -    | кап. 75' |
| 24-4-1996  | Осло          | Норвегія          | 0 – 0     | Іспанія        | товариський матч   | -    | кап. 77' |
| 1-9-1996   | Осло          | Норвегія          | 1 – 0     | Грузія         | Відбір до ЧС 1998  | -    | кап. 46' |
| Усього     |               | Матчів            | 70        |                | Голів              | 20   |          |

## Титули і досягнення
- Чемпіон Норвегії (1):

«Ліллестрем»: 1989
- Володар Кубка Інтертото (1):

«Рапід» (Відень): 1992